# 云南龙眼独活
云南龙眼独活（学名：Aralia yunnanensis）是五加科楤木属的植物，为中国的特有植物。分布于中国大陆的云南、四川等地，生长于海拔1,900米至2,800米的地区，多生长于森林下或山坡上，目前尚未由人工引种栽培。
其种加词 yunnanensis 意为“云南的”。